# Berliner Freiheit

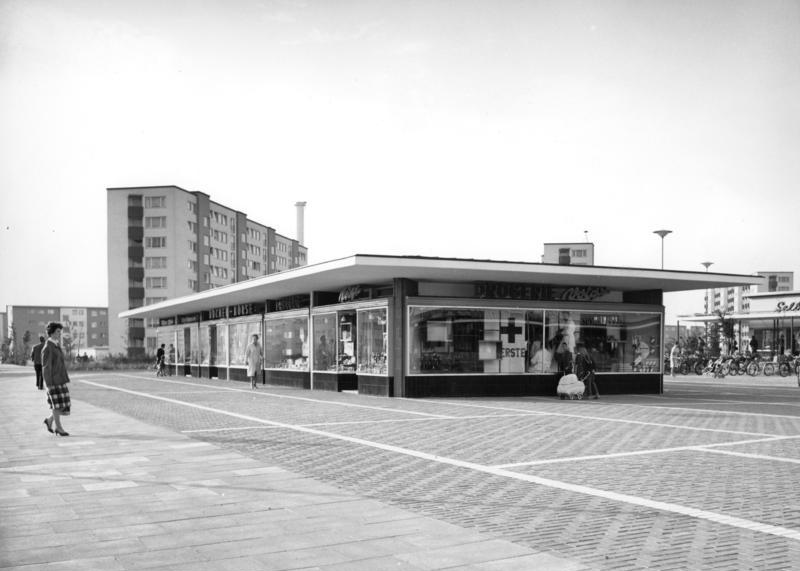
Teilansicht Berliner Freiheit 1960

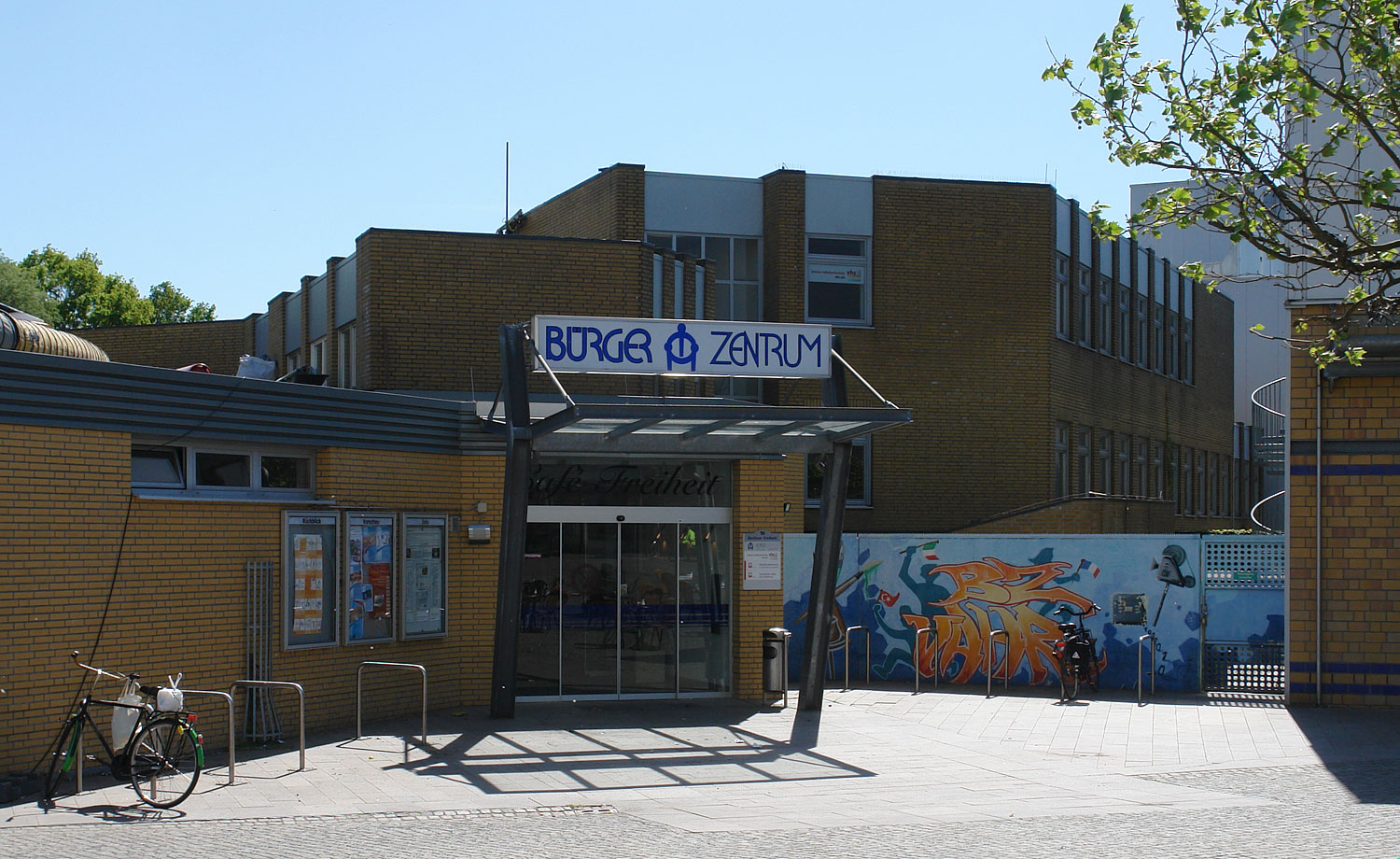
Bürgerzentrum Vahr

Die Berliner Freiheit ist ein Platz mit Geschäften und dem gleichnamigen Einkaufszentrum im Bremer Stadtteil Vahr, im Ortsteil Vahr-Südost.

## Geschichte
Nach dem Zweiten Weltkrieg fehlten in Bremen rund 100.000 Wohnungen. Die Vahr war einer der ersten Stadtteile in Bremen, um den großen Wohnungsbedarf zu befriedigen.  Von 1957 bis 1962 wurde  die Neue Vahr mit rund 11.800 Wohnungen für 30.000 Einwohner auf 218 Hektar errichtet. Die bremische Gewoba war dabei die wichtigste Wohnungsbaugesellschaft.
Der Rahmenplan für die Bebauung der Vahr auf der Grundlage u. a. der Stadtplaners  Ernst May sah ein Stadtteilzentrum an der Berliner Freiheit  vor. Der  1958 gewählte Name Berliner Freiheit sollte die Verbundenheit zur Hauptstadt Deutschlands ausdrücken. In Bonn und Berlin befinden sich identisch benannte Plätze.
Als „städtebauliche Dominante“ sollte das 65 Meter hohe Aalto-Hochhaus nach Plänen des finnischen Architekten Alvar Aalto dienen. Das durchaus beliebte Wohnhochhaus wurde 1961 bezogen.
Um den Platz befanden sich mehrere Einkaufsmöglichkeiten, aus denen in den 1970er Jahren dann ein Einkaufszentrum in offener Bauweise entstand – die Berliner Freiheit. Eine Grünanlage mit größeren Wasserflächen schloss ebenfalls direkt an den Platz an. Der Platz behielt den „Charme“ dieser Jahre bis zur Jahrtausendwende.
Mit der Linie 1 der Straßenbahn Bremen in der Kurt-Schumacher-Allee wird der Platz seit 1967 erschlossen. Auch die Buslinie 29 führt am Platz vorbei. Für den Straßenverkehr gibt es  eine Zufahrt zum Autobahnzubringer Richard-Boljahn-Allee, der die Abfahrt Bremen-Vahr der Autobahn A 27 mit der Bremer Innenstadt verbindet.
1977 wurde nördlich am Platz für das Bürgerzentrum Neue Vahr als Bremer Bürgerhaus ein Neubau errichtet, der auch einen großen Saal hat.
Auch auf Beschluss des Stadtteilbeirats wurde 2002 ein Teil der Bebauung um die Berliner Freiheit abgerissen und es entstand nach Plänen von Christian Bockholt (BPG) ein neues Einkaufszentrum, welches 2003 mit einem Festakt eingeweiht wurde.
Nunmehr befinden sich auf zwei überdachten Etagen mit über 18.600 m² Fläche rund 65 Läden. Es gibt ein griechisches Restaurant, ein Eiscafé und die Stadtbibliothek. Das Parkhaus Berliner Freiheit bietet 700 Stellplätze. Zusätzlich findet auf der Berliner Freiheit regelmäßig ein Wochenmarkt statt.
Koordinaten: 53° 4′ 47″ N, 8° 53′ 34″ O